# Катонвьель
Катонвье́ль (фр. Catonvielle) — коммуна во Франции, находится в регионе Юг — Пиренеи. Департамент — Жер. Входит в состав кантона Колонь. Округ коммуны — Ош.
Код INSEE коммуны — 32092.

## География
Коммуна расположена приблизительно в 590 км к югу от Парижа, в 40 км западнее Тулузы, в 31 км к востоку от Оша.
На востоке коммуны протекает река Саррампьон.

## Климат
Климат умеренно-океанический. Лето жаркое и немного дождливое, температура часто превышает 35 °С. Зимой часто бывает отрицательная температура и ночные заморозки. Годовое количество осадков — 700—900 мм.

## Население
Население коммуны на 2010 год составляло 101 человек.
| 1962 | 1968 | 1975 | 1982 | 1990 | 1999 | 2010 |
| ---- | ---- | ---- | ---- | ---- | ---- | ---- |
| 80   | 73   | 73   | 74   | 73   | 62   | 101  |

## Администрация
| Период | Период | Фамилия       | Партия | Примечания |
| ------ | ------ | ------------- | ------ | ---------- |
| 2001   | 2014   | Макс Ламот    |        |            |
| 2014   | 2020   | Филипп Бонказ |        |            |

## Экономика
В 2010 году среди 63 человек трудоспособного возраста (15-64 лет) 47 были экономически активными, 16 — неактивными (показатель активности — 74,6 %, в 1999 году было 80,0 %). Из 47 активных жителей работали 46 человек (24 мужчины и 22 женщины), безработным был 1 мужчина. Среди 16 неактивных 4 человека были учениками или студентами, 9 — пенсионерами, 3 были неактивными по другим причинам.

## Достопримечательности
- Церковь Свв. Петра и Павла (XIX век)
- Руины часовни Нотр-Дам (XVII век)
- Замок Монтаньяк